# 中山公園音樂堂事件
中山公園音樂堂事件又稱音樂堂事件，是第二次國共內戰時期發生在中華民國北平市中山公园音乐堂的一場衝突。
1946年春，中共北平地下组织决定召开一次大规模的群众集会，並準備在會上邀請朝阳大学教授陈瑾昆等人討論國大代表選舉問題，藉機指責國民政府包办国大代表选举。4月21日下午，中共北平学委通过“北平市国大代表选举协进会”在中山公园音乐堂举行群众大会。有5000多人到場集會。此時不滿中共所作所為的三民主義青年團团员用鸡蛋、石块投向主席台，陈瑾昆被石块击中眼眶，血流满面。此外還有數十人也被石塊擊中。警察和宪兵得知後趕到現場带走了大会主席。
事件发生后，北平《解放》报、中国民主同盟华总支部、郭沫若、沈钧儒等66位人士抗议音乐堂事件，要求保障人权，严惩凶手。